# Alnetoidia pavo
Alnetoidia pavo är en insektsart som beskrevs av Irena Dworakowska 1994. Alnetoidia pavo ingår i släktet Alnetoidia och familjen dvärgstritar. Inga underarter finns listade i Catalogue of Life.